# Касерес, Хулио Сесар
Ху́лио Се́сар Ка́серес Ло́пес (исп. Julio César Cáceres López; род. 5 октября 1979[…], Сан-Хосе-де-лос-Арройос, Каагуасу) — парагвайский футболист, игравший на позиции защитника; тренер. Выступал в сборной Парагвая. Участник чемпионатов мира 2002, 2006 и 2010 годов. Участник Кубка Америки 2007.

## Биография
Касерес начал профессиональную карьеру в асунсьонской «Олимпии» в 1999 году. В 1999 и 2000 гг. он дважды выиграл титул чемпиона Парагвая. В 2002, в год столетия «Олимпии», помог этой команде в третий раз в истории завоевать Кубок Либертадорес. В 2003 году завоевал международный титул для «Олимпии» — Рекопу Южной Америки.
С 2003 по 2007 год являлся игроком французского «Нанта», однако в 2005 году выступал на правах аренды в бразильском «Атлетико Минейро», а в 2006 — также на правах аренды — в аргентинском «Ривер Плейте» и испанском «Химнастике» из Таррагоны.
С 2008 года выступал за аргентинскую «Боку Хуниорс», в составе которой выиграл Рекопу и стал чемпионом Аргентины 2008 (Апертура). По итогам 2008 года впервые в карьере был включён в символическую сборную Южной Америки, а по итогам опроса издания El Pais занял седьмое место среди лучших игроков Южной Америки.
В конце 2009, потеряв постоянное место в основе клуба, Касерес заявил, что готов покинуть команду. 28 января 2010 года он вновь стал игроком «Атлетико Минейро».
В январе 2011 года, после шести лет выступлений за зарубежные клубы, вернулся на родину, в «Олимпию». В конце года помог команде стать чемпионом Парагвая впервые за 11 лет, став, таким образом, уникальным футболистом, который сумел выиграть с «Олимпией» чемпионат страны как в XX веке, так и в XXI, после столь долгого перерыва. В 2013—2018 годах выступал за «Гуарани».

## Достижения
«Олимпия»
- Чемпион Парагвая (6): 2000, 2011 (Клаусура), 2016 (Клаусура), 2018 (Клаусура), 2019 (Апертура) (не играл), 2019 (Клаусура) (не играл), 2020 (Клаусура)
- Обладатель Кубка Либертадорес (1): 2002
- Рекопа Южной Америки (1): 2003

«Бока Хуниорс»
- Рекопа Южной Америки (1): 2008
- Чемпион Аргентины (1): 2008 (Апертура)
- В символической сборной Южной Америки (1): 2008